# فانوس دریایی کیپ بوژیدور
فانوس دریایی کیپ بوژیدور (انگلیسی: Cape Bojeador Lighthouse) که همچنین به نام فانوس بورگوس شناخته می‌شود، یک بنای میراث فرهنگی در بورگوس و ایلوکوس شمالی است که طی دوران استعمار اسپانیا در فیلیپین تأسیس شد. این فانوس دریایی برای اولین بار در ۳۰ مارس ۱۸۹۲ روشن شد که بر بلندی تپه ویجیا نگپارتی واقع شده و از آنجا به تمام منطقه کیپ بوژیدور مشرف است جایی که گالئونهای اولیه دریانوردی را آغاز کردند. این فانوس با گذشت بیش از ۱۰۰ سال، هنوز هم کار می‌کند و کشتی‌هایی را که از شمال به مجمع الجزایر فیلیپین وارد می‌شوند هدایت کرده و از ساحل سنگی شهر. در امان نگه‌می‌دارد.
این فانوس بیشتر مناطق شمال غربی در لوزون را نشان داده و راهنمائی می‌کند. برای بیشتر مناطق شمال شرقی فانوس دریائی کیپ انگانو که در جزیره پالائو، در سانتا آنا، در کاگایان مستقر است مورد استفاده قرارمی‌گیرد.

## مشخصات
این برج سنگی هشت ضلعی ۶۶ متر (۲۰ متر)، که برجسته‌ترین سازه در این ناحیه می‌باشد، می‌تواند از فاصله ای یعنی شهر پاسوکوین در جنوب و بانگوئی، ایلوکوس شمالی در شرق در یک روز روشن دیده شود. بر خلاف باور عمومی، این فانوس بلندترین و بلندترین فیلیپین نیست. اما بلندترین فانوس دوران اولیه و تسلط اسپانیا در کشور است. فانوس دریائی کورگیدور با بیش از ۶۰۰ فوت (۱۸۰ متر) بلندتر است و در میان فانوس‌های استعمار اسپانیا، برج فانوس کیپ ملویل بلندترین با ۹۰ فوت (۲۷ متر) است می‌باشد. اخیراً در تنگه میندورو، برج مدرنی در ایستگاه آپوریف به ارتفاع ۱۱۰ فوت (۳۴ متر) قد برافراشته است.

## تاریخچه
فانوس کیپ فانوس دریائی کیپ بوژیدور بخشی از نقشه اصلی دولت اسپانیا برای روشن کردن مجمع الجزایر فیلیپین بود. این پروژه با اجرای فانوس دریایی در قسمت شمالی و غربی فیلیپین و اطراف آن، ایلویلو و سبو، آغاز شد. فانوس دریائی برای اولین بار در ۳۰ مارس ۱۸۹۲ روشن شد.